# Органний зал Кишинева

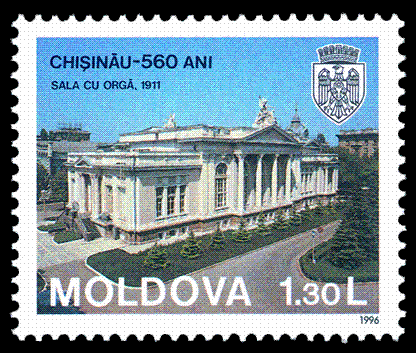
Марка із зображенням Органного залу, 1996

Органний зал — концертний зал в муніципії Кишинів (Республіка Молдова). Будівля Органного залу є пам'яткою архітектури початку ХХ століття.

## Історія

### Банк
Спочатку будівля проектувалася і будувалася, як будівля Міського банку, за рішенням Міської Думи Кишинева. У 1902 році було оголошено конкурс архітектурних проектів, при цьому переможцю було покладено премію у півтори тисячі рублів — для початку XX століття досить велика сума.
У ході конкурсу було відібрано проект інженера Михайла Чекеруль-Куша, на момент перемоги у конкурсі якому було 38 років. Проект отримав схвалення видатного архітектора Олександра Бернардацці, який, за деякими відомостями, консультував молодого інженера. Монументальна будівля була задумана у класичному стилі з елементами романтизму. Будівництво будівлі Міського банку на Олександрівській вулиці (нині — Проспект Штефана чел Маре) почалося 1903 року. Завершено воно було лише в 1911 році, оскільки з 1904 по 1908 роки міська влада зазнавала фінансових труднощів і будівництво було припинено.
У побудованому будинку поєднується монументальність та легкість. Будова оформлена чотириколонними коринфськими портиками ордери як з боку головного, так і з боку бічних фасадів. Будова була багато прикрашена скульптурами. Над центральним входом банку було встановлено статую Меркурія — давньоримського бога торгівлі. Саме ця статуя не збереглася до наших днів. Причиною стало те, що оголена натура на одній із центральних будівель не влаштувала радянських чиновників. Від статуї відбили за їхніми вказівками «чоловічу гідність», чого скульптура не витримала і почала руйнуватися. В даний час те, що залишилося від цієї скульптури, перебуває на складах виставкового центу Moldexpo (колишній ВДНГ) і недоступне широкому огляду.
У роки Другої світової війни, коли решта будівель центру Кишинева серйозно постраждала від бомбардувань, будівля Міського Банку залишилася практично неушкодженою. Потрібна була лише реконструкція скульптур левів, які оформляють фасад будівлі.
За радянських часів у будівлі розташовувався Держбанк СРСР. У 1973 році було збудовано нову будівлю Держбанку (архітектори Б. В. Вайсбейн, С. М. Шойхет та Г. Л. Калюжнер) і влада на чолі з Іваном Бодюлом, тодішнім першим секретарем Компартії МРСР, повинні були вирішити питання, що розмістити у пам'ятці архітектури. Було висунуто пропозиції про розміщення в будівлі колишнього Міського банку виставкового залу декоративно-ужиткового мистецтва, палацу одружень, була пропозиція про організацію в ньому ресторану молдавської кухні.

### Реконструкція. Органна зала
Рішення про розміщення в будівлі концертного залу було ухвалено Бодюлом за безпосередньої участі його дочки, органістки Світлани Бодюл, яка закінчила Московську консерваторію і мріяла про те, що в Кишиневі з'явиться гідний зал для концертів класичної музики. Реконструкція будівлі під концертний зал почалася в 1975 році і була завершена в 1978. Головним архітектором реконструкції був Ю. Л. Леонченко. Перебудовувалась лише внутрішня частина будівлі, екстер'єр був збережений. У залі, під яку було перероблено зал банківських операцій, було розміщено 555 місць для слухачів.
Багато робіт з реконструкції було зроблено фахівцями з інших регіонів СРСР і навіть інших країн. Стельові прикраси привезли з Одеси (Україна). Стільці та позолочені прикраси були зроблені майстрами з Ленінграда. Кришталеві люстри були виготовлені майстрами із Чехословаччини. Барельєфи композиторів, що прикрашають стіни зали, виконані скульптором Л. І. Дубіновським. У залі був побудований орган чехословацької фірми «Рігер Клос» (що містить 3000 труб і 40 регістрів).
Перший концерт відбувся 16 вересня 1978 року. На концерті грав відомий радянський органіст Гаррі Якович Гродберг, який очолював приймальну комісію з оцінки органу. Також на концерті виступила Марія Бієшу, віолончеліст Іон Жосан, сама Світлана Бодюл і хор під керуванням Вероніки Гарштя.
Після відкриття в Органному залі виступали багато відомих музикантів. Серед них Ігор Ойстрах, Володимир Співаков, ансамбль Московської філармонії «Мадригал», Державний камерний оркестр Росії під керуванням Віктора Третьякова та інші зірки класичної органної та камерно-інструментальної музики з різних країн. У залі почали відбуватися концерти щорічного Міжнародного музичного фестивалю «Мерцишор» (організованого ще до реконструкції будівлі Міського банку, 1966 року).

### Вплив на музичне життя Радянського Союзу
Відкриття Органного залу у Кишиневі мало резонанс у музичному житті СРСР. Кишинівська концертна зала надихнула градоначальників на організацію органних залів в інших містах країни. З 1979 року органні зали стали споруджувати в Українській РСР, потім у РРФСР (у містах Іркутськ, Красноярськ та інших). У місті Вінниця (Україна) орган було споруджено у будівлі колишньої православної церкви. Після того, як церковні будинки стали повертати віруючим, орган у Вінниці було знищено.

## Органний зал нині

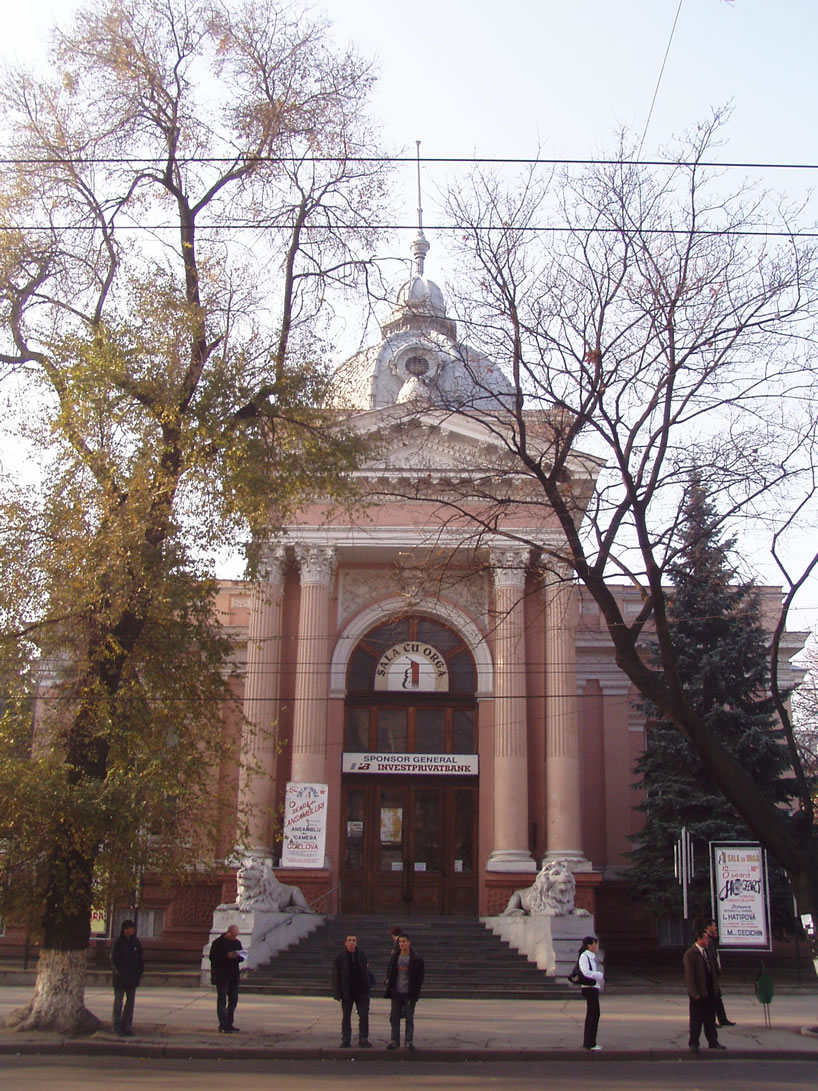
Фасад Органного залу

Останнім часом в Органному залі у Кишиневі виступають численні виконавці та творчі колективи з-за кордону Молдови: серед них музиканти з Франції, Німеччини, Італії, Іспанії, Румунії, Чехії, США та багатьох інших країн. Щорічно проводяться різноманітні фестивалі, конкурси, а також мистецькі виставки. Серед найважливіших подій культурного життя, що відбуваються в Органному залі, можна виділити Міжнародний музичний фестиваль «Мерцишор», Міжнародний фестиваль класичної музики «Moldocrescendo», фестиваль сучасної академічної музики «Дні нової музики», національні та міжнародні конкурси інструментальних виконавців та вокалістів. Зал є міською пам'яткою, його відвідують туристи та гості Кишинева.
В Органному залі переважно виступають відомі музиканти та лауреати міжнародних конкурсів. Водночас постійно проводяться концерти молодих музикантів, які організовуються за назвою «Молоді таланти».
Органний зал в Кишиневі має гарну акустику. Крім органу, він оснащений якісними музичними інструментами, серед яких шість клавесинів, концертні роялі Yamaha, Bechstein, Steinway.
Адреса Органної зали: Кишинів, проспект Штефана чол Маре, будинок 81.